# Пітер Вір
Пітер Вір (англ. Peter Weir; нар. 21 серпня 1944, Сідней, Новий Південний Уельс, Австралія) — австралійський кінорежисер, продюсер та сценарист.

## Життєпис
Народився 21 серпня 1944 року в Сіднеї. Після закінчення Сіднейського університету деякий час працював на телебаченні над створенням сатиричного шоу «The Mavis Bramston Show». Режисерську кар'єру розпочав з документальних стрічок, згодом став знімати малобюджетні ігрові короткометражки.
Перший повнометражний фільм – «Автомобілі, які з'їли Париж» – був фільмований Пітером Віром у 1974 році. Ця стрічка стала культовою та була визнана класикою незалежного кіно.
Містичні трилери «Пікнік біля Навислої скелі» (1975) та «Остання хвиля» (1977) принесли Пітеру Віру світову популярність.
Режисер поставив два історичні фільми за участю Мела Гібсона – «Рік небезпечного життя» та «Ґалліполі». Після цих стрічок Пітер Вір почав знімати у Голлівуді.

## Фільмографія
- 1974 — «Автомобілі, які з'їли Париж» / The Cars That Ate Paris
- 1975 — «Пікнік біля Навислої скелі» / Picnic at Hanging Rock
- 1977 — «Остання хвиля» / The Last Wave
- 1979 — «Водопровідник» / The Plumber
- 1981 — «Ґалліполі» / Gallipoli
- 1982 — «Рік небезпечного життя» / The Year of Living Dangerously
- 1985 — «Свідок» / Witness
- 1986 — «Берег москітів» / The Mosquito Coast
- 1989 — «Спілка мертвих поетів» / Dead Poets Society
- 1990 — «Зелена картка» / Green Card
- 1993 — «Безстрашний» / Fearless
- 1998 — «Шоу Трумена» / The Truman Show
- 2003 — «Володар морів» / Master and Commander: The Far Side of the World
- 2010 — «Шлях додому» / The Way Back